# Seznam ulic na Starém Brně
Seznam ulic na Starém Brně uvádí přehled ulic a veřejných prostranství na území evidenční části obce Staré Brno v Brně, která je územně totožná s katastrálním územím Staré Brno a tvoří část městské části Brno-střed.

## Seznam
| Název               | Pojmenováno po               | Souřadnice                       | Obrázek | Commons                      | RÚIAN   | Mapy.cz         |
| ------------------- | ---------------------------- | -------------------------------- | ------- | ---------------------------- | ------- | --------------- |
| Anenská             | klášter dominikánek          | 49°11′28″ s. š., 16°36′7″ v. d.  |         | Anenská (Brno)               | 20907   | stre&id=78936   |
| Bauerova            | Viktor Bauer                 | 49°11′ s. š., 16°34′52″ v. d.    |         | Bauerova (Brno)              | 35921   | stre&id=80432   |
| Bezručova           | Petr Bezruč                  | 49°11′17″ s. š., 16°36′10″ v. d. |         | Bezručova (Brno)             | 21261   | stre&id=78972   |
| Bělidla             | bělidlo                      | 49°11′15″ s. š., 16°35′35″ v. d. |         | Bělidla (Brno)               | 21296   | stre&id=78975   |
| Denisovy sady       | Ernest Denis                 | 49°11′27″ s. š., 16°36′21″ v. d. |         | Denisovy sady (Brno)         | 36021   | base&id=1888402 |
| Fuchsova            | Bohuslav Fuchs               | 49°11′9″ s. š., 16°36′32″ v. d.  |         | Fuchsova (Brno)              | 3031225 | stre&id=5198905 |
| Ghegova             | Carl von Ghega               | 49°11′17″ s. š., 16°36′27″ v. d. |         |                              | 3394697 | stre&id=5199844 |
| Gorazdova           | Svatý Gorazd II.             | 49°11′48″ s. š., 16°35′45″ v. d. |         | Gorazdova (Brno)             | 23566   | stre&id=79200   |
| Hlinky              | hlína                        | 49°11′25″ s. š., 16°34′52″ v. d. |         | Hlinky (Brno)                | 24040   | stre&id=79248   |
| Husova              | Jan Hus                      | 49°11′25″ s. š., 16°36′21″ v. d. |         | Husova (Brno)                | 24457   | stre&id=79289   |
| Hybešova            | Josef Hybeš                  | 49°11′21″ s. š., 16°36′9″ v. d.  |         | Hybešova (Brno)              | 24511   | stre&id=79295   |
| Jeřabinová          | jeřáb                        | 49°11′38″ s. š., 16°35′ v. d.    |         | Jeřabinová (Brno)            | 24872   | stre&id=79331   |
| Jircháře            | jirchář                      | 49°11′25″ s. š., 16°36′12″ v. d. |         | Jircháře                     | 24988   | stre&id=79342   |
| Kopečná             | svah                         | 49°11′31″ s. š., 16°36′10″ v. d. |         | Kopečná (Brno)               | 25984   | stre&id=79442   |
| Křídlovická         |                              | 49°11′18″ s. š., 16°35′55″ v. d. |         | Křídlovická                  | 26557   | stre&id=79500   |
| Křížkovského        | Pavel Křížkovský             | 49°11′6″ s. š., 16°34′58″ v. d.  |         | Křížkovského (Brno)          | 26549   | stre&id=79499   |
| Křížová             |                              | 49°11′16″ s. š., 16°35′39″ v. d. |         | Křížová (Brno)               | 26565   | stre&id=79501   |
| Leitnerova          | František Leitner            | 49°11′23″ s. š., 16°36′9″ v. d.  |         | Leitnerova                   | 26913   | stre&id=79536   |
| Lipová              | lípa                         | 49°11′40″ s. š., 16°34′48″ v. d. |         | Lipová (Brno)                | 27065   | stre&id=79551   |
| Malá Amerika        | skladiště Amerika            | 49°11′15″ s. š., 16°36′28″ v. d. |         | Malá Amerika (Brno)          | 3394808 | stre&id=5199845 |
| Mendlovo náměstí    | Gregor Mendel                | 49°11′26″ s. š., 16°35′40″ v. d. |         | Mendlovo náměstí             | 28428   | stre&id=79686   |
| Neumannova          | František Neumann            | 49°11′45″ s. š., 16°34′37″ v. d. |         | Neumannova (Brno)            | 28762   | stre&id=79719   |
| Nové sady           | Nové Sady                    | 49°11′5″ s. š., 16°36′10″ v. d.  |         | Nové sady (Brno)             | 28916   | stre&id=79734   |
| Nádražní            | Brno hlavní nádraží          | 49°11′27″ s. š., 16°36′41″ v. d. |         | Nádražní (Brno)              | 33081   | stre&id=80148   |
| Nádvorní            | nádvoří                      | 49°11′12″ s. š., 16°36′0″ v. d.  |         |                              | 27120   | stre&id=79557   |
| Náplavka            | Svratka                      | 49°11′10″ s. š., 16°36′5″ v. d.  |         | Náplavka (Brno)              | 28657   | stre&id=79708   |
| Opuštěná            | místo                        | 49°11′5″ s. š., 16°36′43″ v. d.  |         | Opuštěná (Brno)              | 29165   | stre&id=79759   |
| Pekařská            | bekyně                       | 49°11′31″ s. š., 16°36′4″ v. d.  |         | Pekařská (Brno)              | 29459   | stre&id=79788   |
| Pellicova           | Silvio Pellico               | 49°11′33″ s. š., 16°35′55″ v. d. |         | Pellicova                    | 29475   | stre&id=79790   |
| Pivovarská          | Pivovar a sladovna Starobrno | 49°11′33″ s. š., 16°35′36″ v. d. |         | Pivovarská (Brno)            | 36579   | stre&id=80496   |
| Poříčí              | Svratka                      | 49°11′10″ s. š., 16°35′56″ v. d. |         | Poříčí (Brno)                | 30082   | stre&id=79850   |
| Rullerovo nábřeží   | Ivan Ruller                  | 49°11′5″ s. š., 16°36′5″ v. d.   |         | Rullerovo nábřeží            | 3528545 | stre&id=5200301 |
| Rybářská            | sádky                        | 49°11′13″ s. š., 16°35′18″ v. d. |         | Rybářská (Brno)              | 31135   | stre&id=79955   |
| Schovaná            | místo                        | 49°11′33″ s. š., 16°35′29″ v. d. |         | Schovaná (Brno)              | 31381   | stre&id=79979   |
| Sladová             | sladovna                     | 49°11′34″ s. š., 16°35′49″ v. d. |         | Sladová (Brno)               | 31631   | stre&id=80004   |
| Soukenická          | továrna                      | 49°11′18″ s. š., 16°36′20″ v. d. |         | Soukenická (Brno)            | 31992   | stre&id=80040   |
| Studánka            | Fons salutis                 | 49°11′29″ s. š., 16°36′16″ v. d. |         | Studánka (Brno)              | 32361   | stre&id=80077   |
| Tomešova            | Karel Tomeš                  | 49°11′41″ s. š., 16°35′32″ v. d. |         | Tomešova (Brno)              | 33324   | stre&id=80172   |
| Trýbova             | Antonín Trýb                 | 49°11′42″ s. š., 16°35′40″ v. d. |         | Trýbova (Brno)               | 33456   | stre&id=80185   |
| Tvrdého             | Josef Tvrdý                  | 49°11′46″ s. š., 16°35′24″ v. d. |         | Tvrdého (Brno)               | 33651   | stre&id=80205   |
| Vaňkovo náměstí     | Karel Vaněk                  | 49°11′42″ s. š., 16°35′9″ v. d.  |         | Vaňkovo náměstí (Brno)       | 36188   | stre&id=80458   |
| Veletržní           | Brněnské výstaviště          | 49°11′20″ s. š., 16°35′26″ v. d. |         | Veletržní (Brno)             | 37141   | stre&id=80553   |
| Vinařská            | vinice                       | 49°11′35″ s. š., 16°34′49″ v. d. |         | Vinařská (Brno)              | 34533   | stre&id=80293   |
| Vodní               | Svratecký náhon              | 49°11′23″ s. š., 16°36′16″ v. d. |         | Vodní (Brno)                 | 34703   | stre&id=80310   |
| Václavská           | kostel svatého Václava       | 49°11′20″ s. š., 16°35′47″ v. d. |         | Václavská (Brno)             | 34321   | stre&id=80272   |
| Výstavní            | Brněnské výstaviště          | 49°11′23″ s. š., 16°35′25″ v. d. |         | Výstavní (Brno)              | 35106   | stre&id=80350   |
| Ypsilantiho         | Alexandr Ypsilantis          | 49°11′16″ s. š., 16°35′43″ v. d. |         | Ypsilantiho                  | 35220   | stre&id=80362   |
| Zahradnická         | zahrada                      | 49°11′14″ s. š., 16°35′53″ v. d. |         | Zahradnická (Brno)           | 35297   | stre&id=80369   |
| Zedníkova           | Florián Zedník               | 49°11′15″ s. š., 16°35′17″ v. d. |         | Zedníkova (Brno)             | 35564   | stre&id=80396   |
| ulička Kurta Gödela | Kurt Gödel                   | 49°11′30″ s. š., 16°36′17″ v. d. |         | Ulička Kurta Gödela          | 2514702 | stre&id=5196886 |
| Úvoz                | Špilberk                     | 49°11′40″ s. š., 16°35′42″ v. d. |         | Úvoz (Brno)                  | 34118   | stre&id=80251   |
| Žlutý kopec         | Žlutý kopec                  | 49°11′39″ s. š., 16°35′6″ v. d.  |         | Žlutý kopec (street in Brno) | 35904   | stre&id=80430   |